# Sainte-Colombe-en-Auxois
Sainte-Colombe-en-Auxois (do 2014 roku pod nazwą Sainte-Colombe) – miejscowość i gmina we Francji, w regionie Burgundia-Franche-Comté, w departamencie Côte-d’Or. W 2013 roku populacja gminy wynosiła 60 mieszkańców. 
3 grudnia 2014 roku zmieniono nazwę gminy z Sainte-Colombe na Sainte-Colombe-en-Auxois. 